# Serednje Wodjane
Serednje Wodjane (ukrainisch Середнє Водяне; russisch Среднее Водяное Sredneje Wodjanoje, slowakisch Stredná Apša, ungarisch Középapsa, rumänisch Apșa de Mijloc) ist ein Dorf im Südosten der ukrainischen Oblast Transkarpatien mit etwa 5600 Einwohnern (2004).

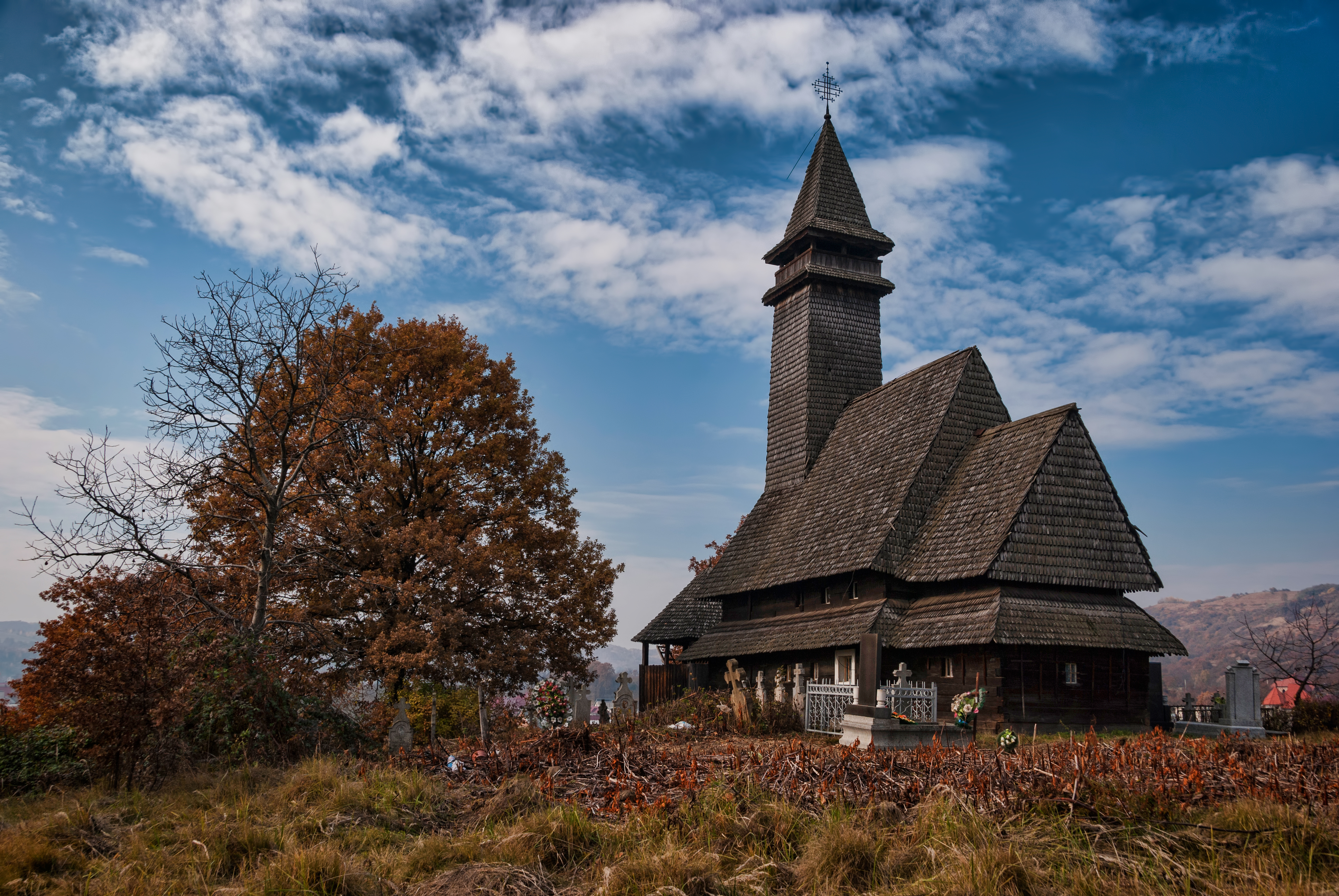
St.-Mykola-Holzkirche aus dem 15. Jahrhundert

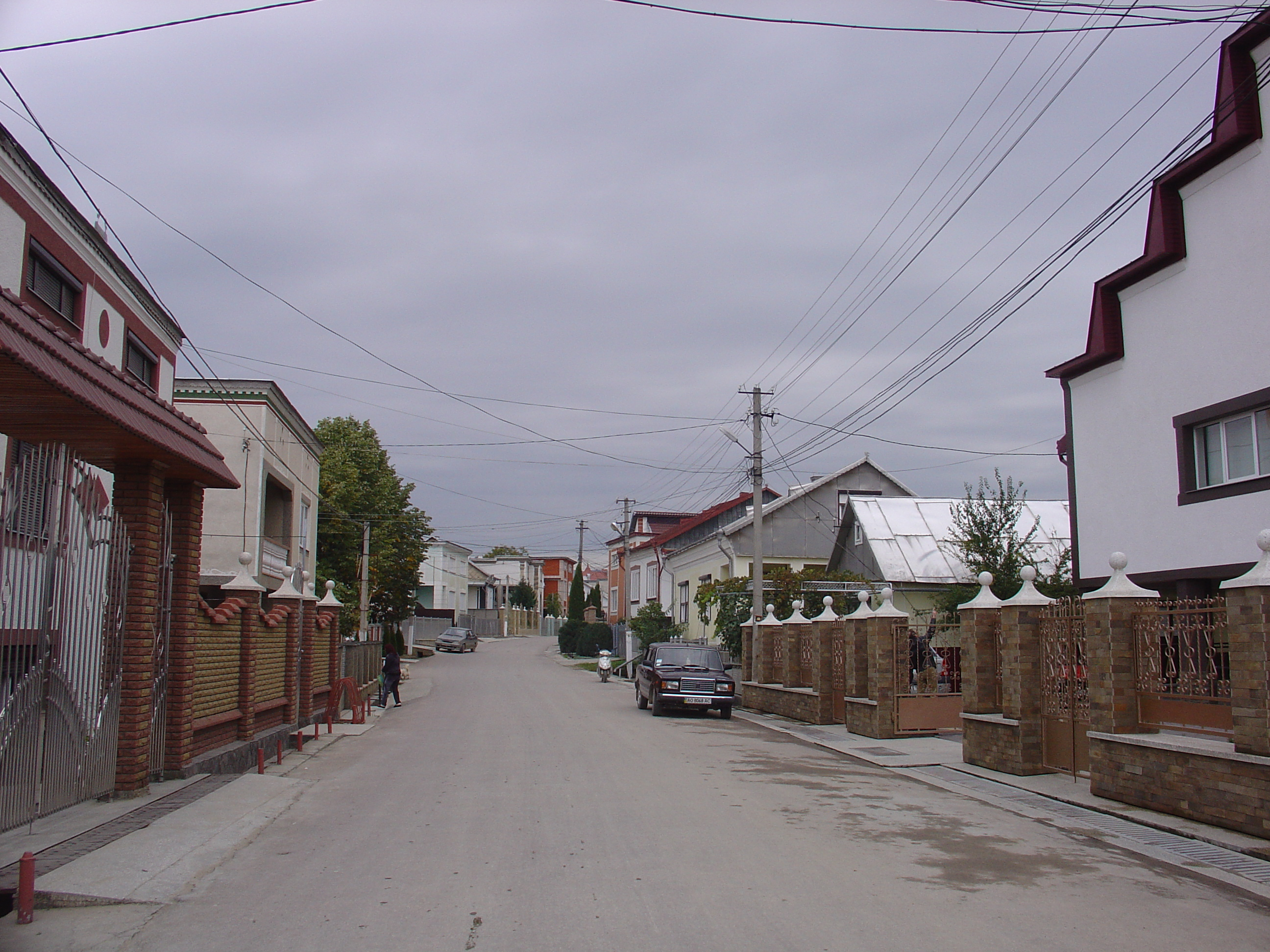
Straße im Ort

Am 12. Juni 2020 wurde das Dorf ein Teil neu gegründeten Siedlungsgemeinde Solotwyno im Südosten des Rajons Tjatschiw; bis dahin bildete es zusammen mit dem Dorf Dobrik (Добрік) die Landratsgemeinde Serednje Wodjane (Середньоводянська сільська рада/Serednjowodjanska silska rada) im Südwesten des Rajons Rachiw.
Das 1428 erstmals schriftlich erwähnte Dorf ist ein Nachbarort der Siedlung städtischen Typs Solotwyno und befindet sich in der Karpatenukraine in der historischen Region Maramureș am Ufer der Apschyzja, einem 39 km langen Nebenfluss der Theiß. 5 Kilometer flussaufwärts liegt das Dorf Werchnje Wodjane.
Das ehemalige Rajonzentrum Rachiw liegt etwa 50 km über Straße nordöstlich und das Oblastzentrum Uschhorod etwa 170 km nordwestlich von Serednje Wodjane.